# Raïon de Kem

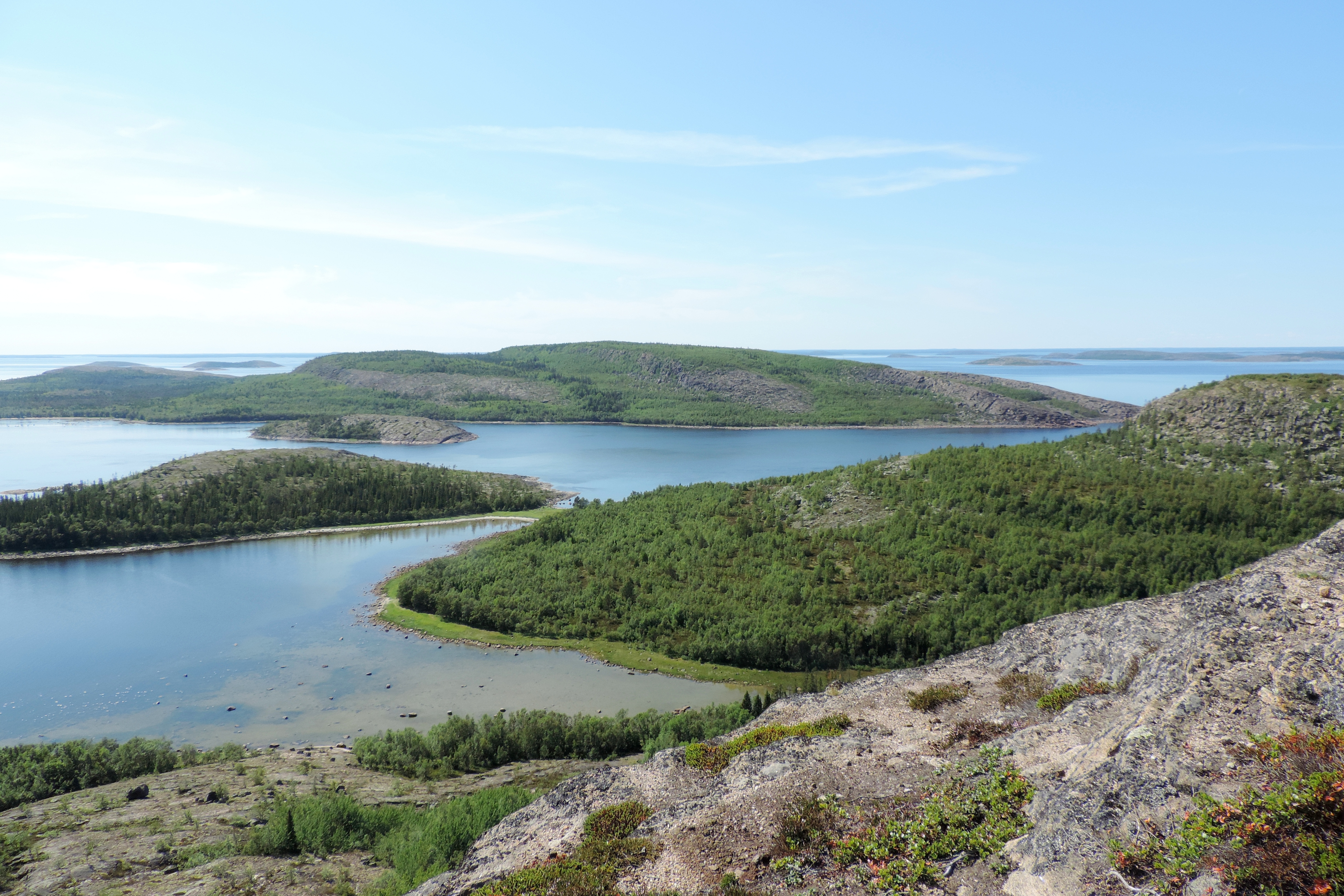

Le raïon de Kem (russe : Ке́мский район, carélien:Kemin piiri) est l'un des seize raïons de la république de Carélie en Russie.

## Description
Le raïon entoure le  fleuve Kem et est en bordure de la mer Blanche.
La superficie du raïon est de 8 029 km2.
Son centre administratif est la ville de Kem.

## Politique et administration

### Statut
Le raïon est un des seize raïons de la république de Carélie, dans le district fédéral du Nord-Ouest. Son statut est un raïon municipal, et il comporte ainsi plusieurs municipalités à l'intérieur de lui,.

### Tendances politiques
| Scrutin             | 1er tour | 1er tour | 1er tour | 1er tour | 1er tour | 1er tour | 1er tour | 1er tour | 1er tour | 1er tour | 1er tour | 1er tour | 2d tour                  | 2d tour                  | 2d tour                  | 2d tour                  | 2d tour                  | 2d tour                  | 2d tour                  | 2d tour                  |
| Scrutin             | 1er      | 1er      | %        | 2e       | 2e       | %        | 3e       | 3e       | %        | 4e       | 4e       | %        | 1er                      | %                        | 2e                       | %                        | 3e                       | %                        | 4e                       | %                        |
| ------------------- | -------- | -------- | -------- | -------- | -------- | -------- | -------- | -------- | -------- | -------- | -------- | -------- | ------------------------ | ------------------------ | ------------------------ | ------------------------ | ------------------------ | ------------------------ | ------------------------ | ------------------------ |
| Présidentielle 2012 |          | ER       | 61,99    |          | KPRF     | 15,63    |          | LDPR     | 7,85     |          | SE       | 7,72     | Victoire au premier tour | Victoire au premier tour | Victoire au premier tour | Victoire au premier tour | Victoire au premier tour | Victoire au premier tour | Victoire au premier tour | Victoire au premier tour |
| Gouvernorale 2017   |          | ER       | 61,72    |          | SRZP     | 17,47    |          | KPRF     | 10       |          | LDPR     | 6,42     | Victoire au premier tour | Victoire au premier tour | Victoire au premier tour | Victoire au premier tour | Victoire au premier tour | Victoire au premier tour | Victoire au premier tour | Victoire au premier tour |
| Présidentielle 2018 |          | ER       | 74,87    |          | LDPR     | 9,86     |          | KPRF     | 8,89     |          | GRANI    | 1,44     | Victoire au premier tour | Victoire au premier tour | Victoire au premier tour | Victoire au premier tour | Victoire au premier tour | Victoire au premier tour | Victoire au premier tour | Victoire au premier tour |

## Démographie
Recensements (*) ou estimations de la population
| 2002* | 2007*  | 2009   | 2011   |
| ----- | ------ | ------ | ------ |
| 5 386 | 19 447 | 18 779 | 17 700 |

| 2013   | 2015   | 2017   | 2019   |
| ------ | ------ | ------ | ------ |
| 16 908 | 16 105 | 15 496 | 14 561 |

| 2021   | - | - | - |
| ------ | - | - | - |
| 13 961 | - | - | - |